# Estádio Jerônimo Ometto
Estádio Engenho Grande – stadion piłkarski w Araras, São Paulo (stan), Brazylia.